# Molophilus (Molophilus) kotenkoi
Molophilus (Molophilus) kotenkoi is een tweevleugelige uit de familie steltmuggen (Limoniidae). De soort komt voor in het Palearctisch gebied.